# Поозерье (Беларусь)

Регионы Беларуси на XIX — начало XX века:
Понеманье
Поозерье
Поднепровье
Западное Полесье
Восточное Полесье
Центральная Беларусь

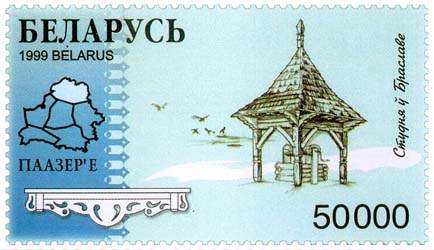
«Поозерье» (почтовая марка Беларуси)

Поозерье, или Подвинье (бел. Паазер’е, Падзвінне) — историко-этнографический регион Беларуси. Расположен на севере республики, занимает большую часть Витебской области.
На юго-востоке по днепровско-двинскому водоразделу граничит с Поднепровьем, на юге и юго-западе, по условной линии на север от Борисова и Логойска через Поставы — с Центральной Беларуси и Понеманьем.
Как историко-этнографический регион соответствует основному массиву Полоцких земель (полоцкие кривичи).
Местные говоры Поозерья составляют группу северо-восточного диалекта белорусского языка.

## История
В составе Древнерусского государства Полоцкое княжество было наиболее самостоятельным, имевшим вековыми традиции общественно-политического строя и оригинальную культуру. В XI веке на территории княжества находилось порядка 10 крупных удельно-волостных и экономических центров: Полоцк, Витебск, Друцк, Лукомль, Браслав и другие.
Для Поозерья вместе с частью Поднепровья на протяжении средневековья и до второй половины XIX века сохранилась этнографическое название Белая Русь, которая постепенно распространилась на всю современную территорию Беларуси.
С образованием в 1569 году Речи Посполитой в Поозерье распространилось католичество, увеличились землевладении иезуитов.
После реформы патриарха Никона, спасаясь от религиозных гонений и социального давления, сюда переселилась часть русских староверов.
В результате Ливонской войны 1558—1583 годов, Русско-польской войны 1654—1667 годов, Северной войны 1700—1721 годов местная экономика и культура понесли большие потери, произошли существенные изменения в географическом размещении и этносоциальной структуре населения, которое сократилось в несколько раз.
В результате разделов Речи Посполитой (1772 и 1793 годов) Поозерье было присоединено к России и вошло в состав Полоцкой, с 1796 — Белорусской, с 1802 — Витебской губернии; западная часть была присоединена к Виленской губернии.
После 1917 и образования БССР северное Подвинье осталось в составе БССР; западная (левобережная) часть Подвинья присоединена к БССР в 1939 году.

## Хозяйственные занятия
Традиционно-бытовая культура Поозерья складывалась на протяжении веков, отражая как общебелорусские черты, так и специфику местных исторических и природных условий.
Народная производственная практика выработала свой годовой календарь, своеобразные способы обработки почвы, ухода за посевами, уборки урожая и другое приёмы с учетом местных природных условий.
Поля обрабатывали с помощью местного варианта сохи с переводной полкой и архаичной бороны-суковатки (смыка); на суглинистых почвах использовали круглую колоду с зубами, мотыгу или чекуху (деревянный молоток) для раздробления комков.
Собранный на полях лён вымачивали на дне водоёмов, а потом обрабатывали на типичных для Поозерья двухрёберных наклонных мялках.
Сочные луга и выпасы способствовали развитию животноводства.
Основной и чаще всего единственной рабочей животным в крестьянском хозяйстве был конь.
С конца XIX века скотоводство имело выраженное мясо-молочное направление (известный центр маслобойного производства в Виленской губернии — Дисненский уезд).
С развитием капиталистических отношений распространились лесные и отхожие промыслы: заготовка леса, изготовление брусьев, ободов, бондарной клёпки и вывоз их в прибалтийские порты.
Множество крестьян шло на строительные и земляные работы: местных каменотесов, каменщиков, плотников можно было встретить во многих губерниях России.

## Поселения
Наиболее густонаселённым издавна было левобережье Западной Двины. В Поозерье преобладали малодворные сельские поселения (3—5 усадеб), разбросанных среди лесных холмов вблизи рек и озёр, в стороне от больших дорог.
Наличие близко от деревень и хуторов выгона и свободных земель, соседство с водоёмом и лесом придавало жителям озёрного края патриархально-экзотические черты.
Небольшие деревни, хутора и отдельные дворы связывали узкие просёлки и тропинки; сельские дороги определялись слабой утоптанностью грунта и невыраженными очертаниями. Зимой возникали временные дороги, так называемые зимники.
Наиболее распространённым типом усадебной застройки был венковый: хата и хозяйственные постройки располагались по периметру двора. Встречалась и компактная застройка, когда хозяйственные помещения тесно примыкали к жилью, образуя единый жилищно-бытовой комплекс с крытым двором (известный только в регионе).
На расстоянии 50—60 м в глубине усадьбы строили гумно и баню.
Гумно в местном определению — комплекс хозяйственных построек из собственно гумна (ток, токовище), сушилки (осец, овин), сеновала для соломы и сена, сенника.
На открытой местности нередко ставили небольшую ветряную мельницу, которая удовлетворяла нужды крестьянского хозяйства.
Типичная планировка жилья: хата + сени + истопка (варывня). Сруб дома делали из круглых бревен сосны или ели, связанных между собой в простой угол «с остатком» («в чашку»).
Крыши обычно двускатные закотом, со второй половины XIX века — каркасные («на стропилах»); крыли их соломой «под колос», реже — дранкой.

## Одежда
Для традиционной одежды жителей Поозерья свойственен прямой, свободный крой. Наиболее распространённые цвета одежды — белый и светло-серый.
Из верхней одежды кроме общебелорусских свиток и тулупов в широком обиходе был полотняный насов, который носили в любую погоду.
Поясное женская одежда отличалась значительной типологической разнообразием: льняные юбки, разноцветные набойки, саяны, андараки, узорные дрылихи.
В образцовой технике украшения преобладали вышивка и набойка, которые в женской одежде (сорочках, фартуках) гармонично
сочетались с кружевом и мережкой.
В вышивке доминировал красный цвет, в набойке — синий или голубой.

## Керамика
Керамика определялась массивностью формы (до последнего времени здесь сохранился налеп) и основательностью обработки.

## Устное творчество
Региональной обособленностью определяются местные устно-поэтическое творчество и традиционная обрядность.
Наряду с общебелорусскими календарно-земледельческими и семейно-обрядовыми песнями распространены те жанры, которые в других регионах имеют ограниченный ареал или совсем неизвестный, — волочебные, масленичные, толочные, связанные с обработкой льна и ярынные песни.
Для песенного фольклора Поозерья свойственно сольное исполнение: мелодия песен ровная, с плавными переходами, напевы неторопливые и свободные.